# Oznaczenia central telefonicznych
Oznaczenia central telefonicznych – oznaczenia literowe stosowane na początku XX wieku w celu powiązania numeru telefonicznego z centralą, do której był przypisany. Polegały na przedstawianiu numeru za pomocą pierwszych liter nazwy centrali oraz kilku cyfr przypisanych użytkownikowi końcowemu. W zależności od kraju stosowane były różne wersje tego systemu notacji numerów telefonicznych, z czego najbardziej znana jest wersja z dwoma literami i pięciu cyframi (stosowany w Stanach Zjednoczonych oraz z trzema literami i czterema cyframi (używany w Wielkiej Brytanii i Francji). Jednym z bardziej znanych przykładów stosowania tego typu oznaczeń jest numer PEnnsylvania 6-5000, będący numerem telefonicznym hotelu Pennsylvania w Nowym Jorku, a także tytułem utworu nagranego przez Glenna Millera. Poprzez pogrubienie i kapitalizowanie liter w nazwie, wskazywana była liczba cyfr przeznaczona do użycia podczas wybierania numeru telefonicznego. Ten sam numer mógł być zapisany również jako PE 6-5000.

## Oznaczenie central telefonicznych w Europie
Na początku lat 20. XX wieku roku w Londynie, zaczęto stosować system numeracji składający się z trzech pierwszych liter i czterech cyfr nazywany 3L-4N oraz automatyczny system kierowania połączeń w układzie wielocentralowym nazywanym Director System. W ślad za nimi poszły inne duże aglomeracje Wielkiej Brytanii: Manchester, Birmingham, Glasgow oraz w późniejszych latach Liverpool i Edynburg. Director System był systemem pozwalającym zadzwonić do innego abonenta w dużym mieście bez interwencji operatora. Natomiast system 3L-4N oznaczał sposób numeracji wewnątrz danego miasta. Zgodnie z tym systemem każdemu abonentowi przydzielony został siedmiocyfrowy numer składający się z trzech pierwszych znaków (liter zastępujących cyfry) odpowiadających lokalnej nazwie centrali, do której był przyłączony oraz indywidualnego czterocyfrowego numeru. Wykorzystując ten sposób numeracji abonentowi przynależącemu do centrali w dzielnicy Londynu, Wimbledon, można przydzielić numer WIMbledon 1234, gdzie pierwsze trzy litery dzielnicy pisane wielkimi literami wskazywały kod, który będzie wybierany. W rzeczywistości wybrany numer przez abonenta, zgodnie ze standardem klawiatury używanej w Wielkiej Brytanii, był 946 1234.
Drugim krajem europejskim korzystającym z oznaczeń central telefonicznych była Francja. W przypadku Paryża, korzystającego z systemu trzech liter i czterech cyfr, początkowe kody, szczególnie w centrum miasta, zostały przydzielane na podstawie nazw dzielnic. W późniejszym czasie, gdy wszystkie najlepsze nazwy zostały już wykorzystane zaczęto sięgać do nazw niezwiązanych w żaden sposób z lokalizacją geograficzną, na przykład nazwisk znanych postaci. Tego typu kody central powodowały problemy w poprawnym wybieraniu numerów, między innymi Breteuil był mylony z Auteuil.

## Oznaczenia central telefonicznych w Stanach Zjednoczonych
Oznaczenia central telefonicznych mają swój początek w krajach północnoamerykańskich, gdzie jak podaje jedna z lokalnych gazet najstarszy numer pochodzi z 1882 roku i podawany był w postaci „Spring 255”. Nie wiadomo jednak, ilu liter z nazwy użyto do przedstawienia poprawnego numeru. Jak podaje ta sama gazeta pierwsze numery składały się dwóch lub trzech cyfr, co jednak do 1920 roku zostało zwiększone maksymalnie do czterech cyfr, na przykład poprzez dodanie zera, co w efekcie dawało „Spring 0255”. W tym czasie powszechny stał się również system trzech liter i czterech cyfr, który do tej pory występował po różnymi postaciami, np.: dwie litery i cztery cyfry (MArket 7032). Model ten jednak został porzucony przez duże miasta Stanów Zjednoczonych na rzecz systemu 2L-5D, dającego więcej możliwych telefonów podłączonych do jednej centrali. Jako pierwsze miasto, które zaczęło stosować nową metodę był Nowy Jork na przełomie lat 1930-31. Kolejne przejścia na ten system nastąpiły dopiero po kilkunastu latach. Ostatecznie do 1950 roku Filadelfia, Chicago, Boston korzystały już z modelu dwóch liter i pięciu cyfr. W 1955 amerykańskie przedsiębiorstwo telekomunikacyjne AT&T opublikowało w „Notes on Nationwide dialing” oficjalne zalecane nazwy central. Lista rekomendowana przez AT&T dotyczyła wszystkich krajów obejmowanych przez to przedsiębiorstwo. Wiele nazw central stosowanych do tej pory zostało porzuconych. W przypadku, gdy ktoś nie miał nazwy zgodnej z zaleceniami, zmuszony został do wybrania sobie jednej z nazw przypasowanej do jego numeru centrali. Kilka numerów central zostało wykluczonych i przeznaczonych dla użytku radiowego i telewizyjnego. Jedną z nich była kombinacją liczb 55, która znalazła swoje zastosowanie w filmach pod nazwą "Klonkide", a w późniejszym czasie kojarzona z fikcyjnymi numerami telefonicznymi. Zmiany te nie zostały, jednak na długo wprowadzone. Kilka lat później stosowanie oznaczeń central telefonicznych zostało porzucone na rzecz wybierania całego numeru telefonu.

## Koniec oznaczeń central telefonicznych
Stosowanie oznaczeń central telefonicznych w numerach telefonu nie miało dalekiej przyszłości. Wraz z wprowadzeniem połączeń międzynarodowych używanie oznaczeń literowych central telefonicznych okazało się uciążliwe. Wynikało to przede wszystkim z różnic w przypisaniu liter alfabetu do cyfr na klawiaturze telefonu (jak brak litery O i Q w standardzie północnoamerykańskim), problemów wynikających z pisowni niektórych liter (na przykład stosowanie cyrylicy w Rosji) oraz występowania różnych znaków w alfabecie (jak na przykład polska litera ś).
Wraz ze wzrostem popytu na usługi telefoniczne, amerykańskie przedsiębiorstwo telekomunikacyjne AT&T zdecydowało się przeprowadzić wielką rewolucję w sposobie numeracji. W swoich zamierzeniach postanowili całkowicie usunąć stosowanie oznaczeń central telefonicznych w numerach telefonu. W tym celu rozpoczęli na początku lat 60. XX wieku powolny proces zmian polegający na wycofaniu oznaczeń literowych na rzecz całego wybierania numeru. Przez pierwsze lata nowy system został wprowadzany głównie w miastach zamieszkiwanych przez niewielkie społeczności. Gdy nadszedł czas na zmiany w dużych miastach jak San Francisco czy Nowy Jork sytuacja uległa pogorszeniu. Związane to było z powstaniem organizacji Anti-Digit Dialing League sprzeciwiającej się wprowadzanym zmianom. Poza protestami i petycjami powstały dwie piosenki krytykujące plany AT&T. Pierwszą z nich był utwór Allana Shermana z 1963 roku pod tytułem „Let's All Call Up AT&T and Protest To The President March”, natomiast drugą „They Took Away our Murray Hills” Stana Freberga z 1966 roku. Oba utwory pomimo przesłania jakie niosły, nie potrafiły zatrzymać procesu wdrażania nowego systemu, w wyniku czego pod koniec lat 70. XX wieku zostały oficjalnie usunięte litery central telefonicznych w Stanach Zjednoczonych. Wprowadzony nowy system w wielu przypadkach ograniczał się po prostu do zamiany liter na cyfry, dzięki czemu osoby których numer telefonu nie uległ zmianie mogą nadal prezentować go za pomocą starego systemu.
Za przykładem Stanów Zjednoczonych również kraje europejskie przeszły na wybieranie całego numeru telefonicznego. Na początku 1960 roku, Paryż, zdecydował się porzucić system oznaczeń central telefonicznych. Niedługo po tym, bo już 1 października 1963 roku, zostały całkowicie wycofane z użytku nazwy central, a ich miejsce zastąpiły nowe kody będące cyfrowymi odpowiednikami starych, dzięki czemu do dziś w wielu numerach ukryta jest dawna nazwa centrali do której przynależał dany telefon. Po udanych zmianach na terenie Francji, przyszedł czas na rewolucję w sposobie numeracji w drugim europejskim kraju korzystającym z systemu 3L-4N. W 1966 roku, z inicjatywy General Post Office (G.P.O.) rozpoczął się szereg zmian w organizacji numerów telefonicznych w Zjednoczonym Królestwie Wielkiej Brytanii. W większości obszarów zmiany wpłynęły tylko na sposób prezentacji numeru. Proces zmian w porównaniu do prowadzonych na terenie USA przez AT&T, przebiegał znacznie szybciej. Już w październiku 1969 roku w Edynburgu 79% wszystkich połączeń wykonywane było przy użyciu nowych lokalnych kodów, w Londynie 72%, a w Glasgow tylko 43%. W sześciu głównych miastach Wielkiej Brytanii, możliwość wybierania starych numerów została wycofana w 1970 roku. Pierwszą taką decyzję podjął Londyn w styczniu, a jego śladem poszły kolejne miasta w kwietniu.